# José Coelho de Meyrelles
José Coelho de Meyrelles (nació en la Isla Brava, archipiélago de Cabo Verde (colonia portuguesa desde 1462, hasta 1975), 3 de noviembre de 1814 - †18 de mayo de 1865, en Buenos Aires, Argentina, sus restos descansan en el cementerio de La Recoleta) fue cónsul de  Portugal patente otorgada por S. M. F. Fernando II en diciembre de 1848, y agente de negocios de ese país.

## Vida Social y Comercial
En 1854 es miembro de la comisión edilicia del Hospital italiano como segundo vicepresidente y representante de la hermandad de Oporto (Portugal).

Meyrelles tuvo activa participación social dentro de la élite porteña, no solo a nivel comercial sino como "mecenas" artístico. En su casa se realizaron las primeras funciones de bailes y conciertos de la Sociedad Filarmónica "Mayo" dirigida por el compositor Italiano Alejandro Marotta cuyo presidente fue Valentín Alsina.

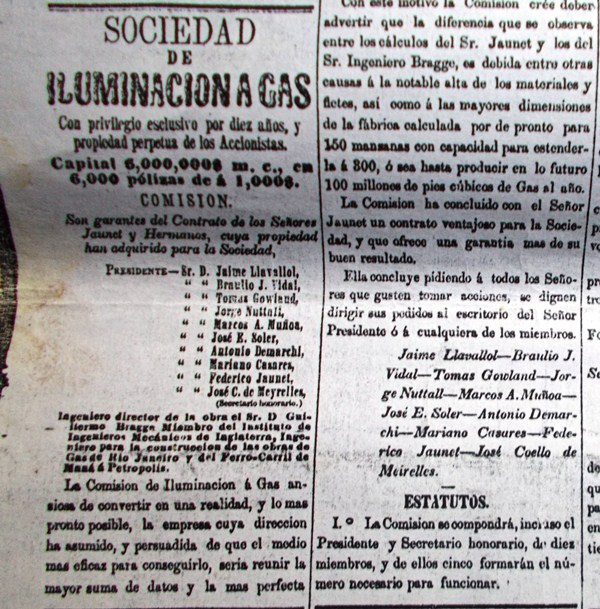
Artículo de "La Tribuna" del 14 de octubre de 1854 donde "la sociedad de la Iluminación a Gas" publicó la contratación de William Bagge. Se puede leer el nombre de Meyrelles en la lista de la comisión directiva y la de Guillermo Bragge.

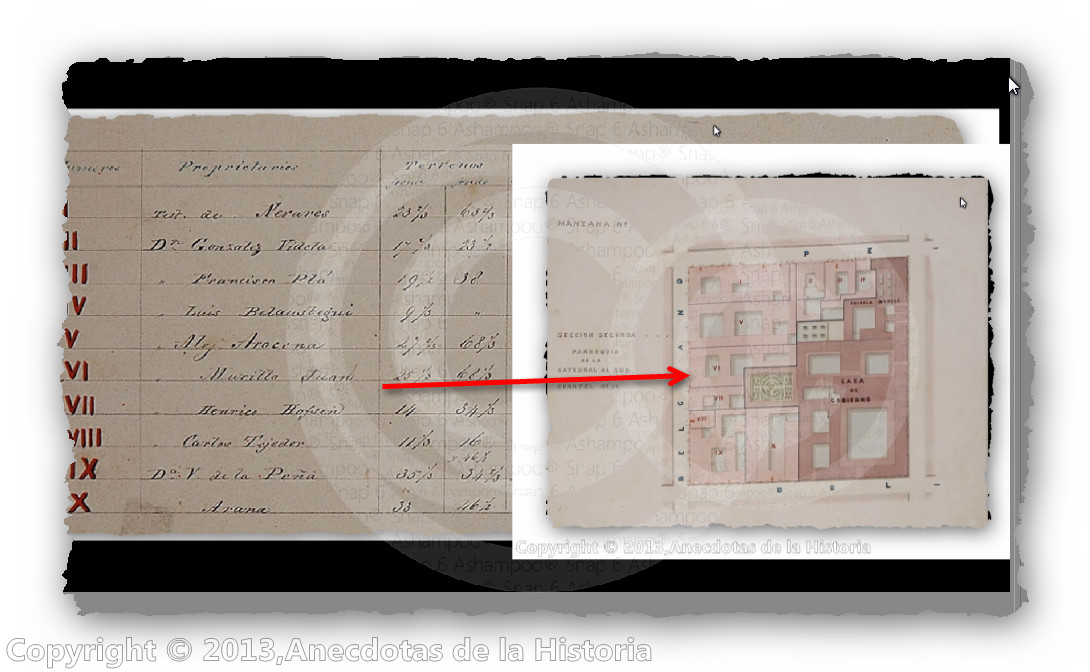
Catastro Beare 1860 muestra la propiedad VI que fue hasta 1857 de Meyrelles.

El primer concierto fue el 29 de abril de 1854 y el 27 de mayo se dio un baile inaugurando la sociedad y festejando el aniversario de la patria. Durante un tiempo la comisión directiva de la Sociedad hacía reuniones y atendía a sus socios en la casa de la familia Meyrelles, tiempo después, pasó a ser "Club de Mayo". Meyrelles vendió esta propiedad a Gregorio Lezama el 13 de julio de 1857 y este la vende a Juan Manuel Murillo el mismo mes, así encontramos en 1860 en el catastro Beare como propietario a Juan Murillo. Hoy sería Av. Belgrano al 500 al lado de la Iglesia Prebistriana San Andrés.

Ejerció como secretario honorario de la empresa de iluminación a gas desde su fundación en 1854. Muchos documentos publicados en diarios y publicaciones oficiales llevan su firma. También participó con acciones.

El 8 de febrero de 1856 el gobierno decide casar el exequatur de cónsul por "abuso" de sus prerrogativas y participar en conspiraciones contra el gobierno. Según figura en la carátula del expediente por las "acciones de conato" contra el gobierno a mediados de 1855
El diario "la Crónica" del 5 de julio de 1855 publica (extracto):

"Como atravesamos una situación en que cada cual se explica los sucesos a su modo, abultando y desfigurándolos esparciendo rumores falsísimos que no tienen más fundamento que el dicho individual que repetido se generaliza facilmente; "La Cronica" en el carácter serio que ha asumido se cree en el deber de no reproducir en sus columnas esos rumores... 

El 10 de agosto de 1857 envía una carta al gobierno los diarios la publican entre el 14 y 16 de agosto solicitando se le restablezca sus prerrogativas de cónsul: 

«Después del transcurso de 18 meses en que la calma a vuelto a los espíritus y el país a un estado de perfecta tranquilidad, creo que es tiempo de que el gobierno haya podido observar en la posición que he mantenido y en mi conducta circunspecta, que he sido siempre ajeno a la política aun que se me haya hecho victima de presunciones infundadas...».

Con fecha 12 de agosto se aprueba su solicitud y se inhibe la casación del exequatur a su patente de cónsul.

Coelho de Meyrelles era caballero de la Orden de Cristo y caballero de la Orden de Nuestra Señora de la Concepción de Villaviciosa, y a estas órdenes solo se puede ingresar siendo militar o diplomático.

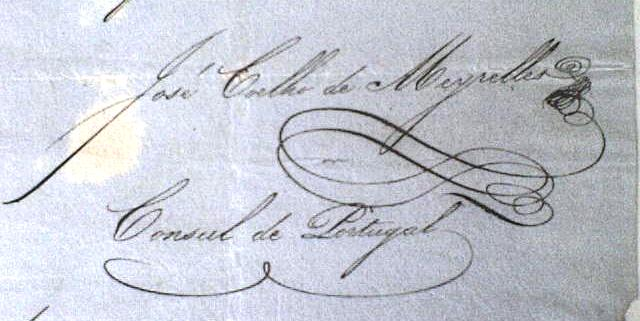
Firma de Coelho de Meyrelles 1858.

Paralelamente a la "Gran Empresa", junto a Santiago Onetto funda el "Molino (a vapor) San Telmo bajo la firma "Meyrelles Onetto y Cia". Inaugurado a principios de 1857 estaba en la calle Defensa 420 hoy sería defensa al 1000. Pero ya en 1860 figuraba a nombre de Esteban Ritou.

La barca "Amazonas" era de su propiedad y hacía fletes y corretaje. En los tiempos de Laguna de los Padres hacía el trayecto a Buenos Aires, capitaneada por Cándido de Ávila.

Junto a Domingo de Sa Preyra poseían varios establecimientos de "tierra de pastoreo" en Rosario.

Estas son algunas de las actividades, hay muchas otras en el campo agropecuario, saladeril, consignaciones, maderera y relaciones públicas.

## La gran Empresa
Coelho de Meyrelles cobró "notoriedad" en la historia, para muchos de nosotros, por ser el "colonizador" de las tierras donde hoy se levanta la ciudad de Mar del Plata. Allí se instaló un saladero y se construyó un muelle de madera. Según documentos existían los materiales necesarios para la construcción de muelle de fierro de aproximadamente 120 m de largo y un rompe-olas de 25 secciones (casi 200 m de extensión). A lo que después se añadieron otras edificaciones.

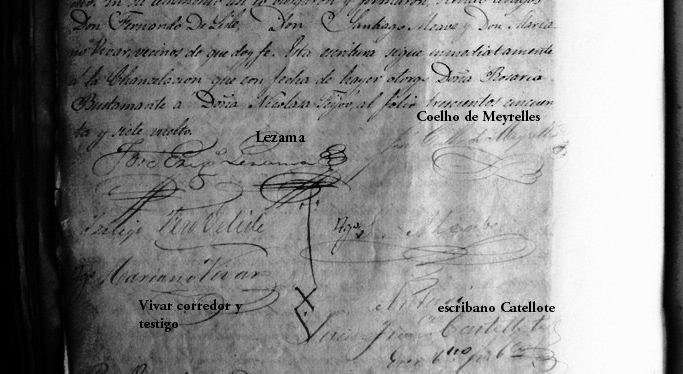
Firmas escritura Lezama-Meyrelles 13 de agosto de 1856.

Presentó al gobierno un proyecto de puerto, el Gobierno decidió presentar el proyecto a las Cámaras Legislativas que, si bien fue aprobado y autorizado (por decreto del 30 de octubre de 1857) no se llevó a cabo, quedando el muelle de madera como único testigo de aquel proyecto.

Meyrelles solicitó al gobierno la subvención de la mitad de los costos de la construcción de un puerto, a construirse en las costas del sur en la estancia "Laguna de los Padres". Mediante un ambicioso proyecto de "puerto" y la donación de 1 legua cuadrada en inmediaciones de este puerto para la formación de un pueblo, además de las ventajas naturales que ofrecía la zona. La oferta del pueblo según se puede ver en el libro de sesiones de senadores y diputados no fue tomada muy en cuenta, esto se apreciaría en el correr de los años, la legislación y las exigencias del departamento topográfico dan cuenta de esto con lo cual Peralta Ramos tuvo que lidiar también. La ubicación geográfica fue considerada "una gran hazaña por parte del empresario" el de instalar un puerto en aquella zona de "aguas bravas".

Solo fue aprobada la autorización de participación por parte del gobierno de hasta dos millones de pesos, el presupuesto de la obra fue de cuatro millones de pesos, según el informe de Meyrelles.

En el momento que se decretó la autorización el 30 de octubre de 1857 Meyrelles era dueño del 90% del establecimiento. Mediante la firma de la escritura de venta el 15 de octubre de ese año que le hizo José Pedro Da Rocha en representación de sus socios brasileños en 34328 Oz de oro, el otro 10% era de Domingo Sa Pereyra su socio que residía en Rosario.

Se formó un caserío en torno al saladero, cercano a la playa donde se construyó un muelle de madera (no de fierro según apuntan otros libros).

Al principio se instalaron en las instalaciones del casco de las estancias y los puestos que poseían las estancias recordemos que el establecimiento constaba de 3 estancias: "Laguna de los Padres", "San Julián de Vivorata" y "Armonía", además existían "puestos" que sirvieron para alojar a la peonada. Una vez levantado el saladero y el "puerto" con su muelle de madera era necesario permanecer cerca del puerto. Se construyó una casa de madera de 10 habitaciones y planta alta, que pudo ser la que habitó años después Peralta Ramos (este la mandó desarmar y la mudó más al sur), un molino de agua,  corrales y un galpón que fue la casa de comercio conocida como "la proveedora", se puede leer en los documentos que trascendieron que era una construcción importante y que muchos venían a comprar de todos lados ya que mucha mercadería llegaba por el puerto. En tiempos de Peralta Ramos allí existió un "Billar". Esta primitiva aldea fue el pueblo que encontró Peralta Ramos 4 años después.

Extracto del artículo de "El Nacional" del 23 de octubre de 1857 (textual):

Proyecto de puerto en el sud
«El proyecto de contrato para hacer un puerto en el Sur, cerca del cabo corrientes en "Laguna de los Padres", esperimentó en el senado tan profundas modificaciones que quedo reducido a una simple autorización al Ejecutivo para examinar la cuestión bajo su propia responsabilidad en cuanto a la practicabilidad de la idea, y en la medida que lo permitan las rentas ordinarias...».

En la escritura de venta de las estancias fechada el 26 de septiembre de 1860 a favor de Patricio Peralta Ramos, fundador de la ciudad de Mar del Plata  figuran: "los materiales necesarios para la construcción de un muelle de fierro". Los materiales habían llegado de Inglaterra, una parte en septiembre de 1857 y la otra a principio de 1858. 

## La Sociedad Rural Brasileña y Las Estancias de Lezama

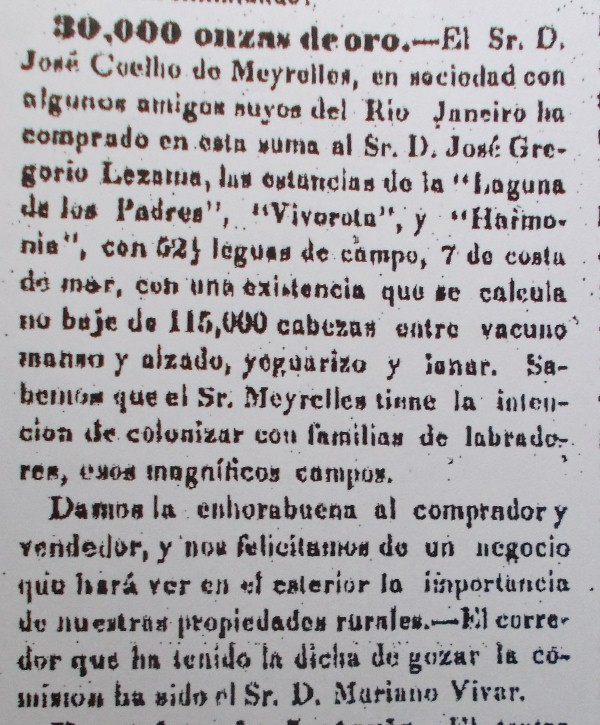
Diario "La tribuna" del 4 de agosto de 1856. Hay algunos libros que datan este artículo el día 14. Se buscó en los diario de la época existentes en la sala de microfilme del congreso de la Nación y no se encontró ningún artículo en esa fecha, puede ser que este en algún otro título que no esté catalogado en dicha biblioteca.

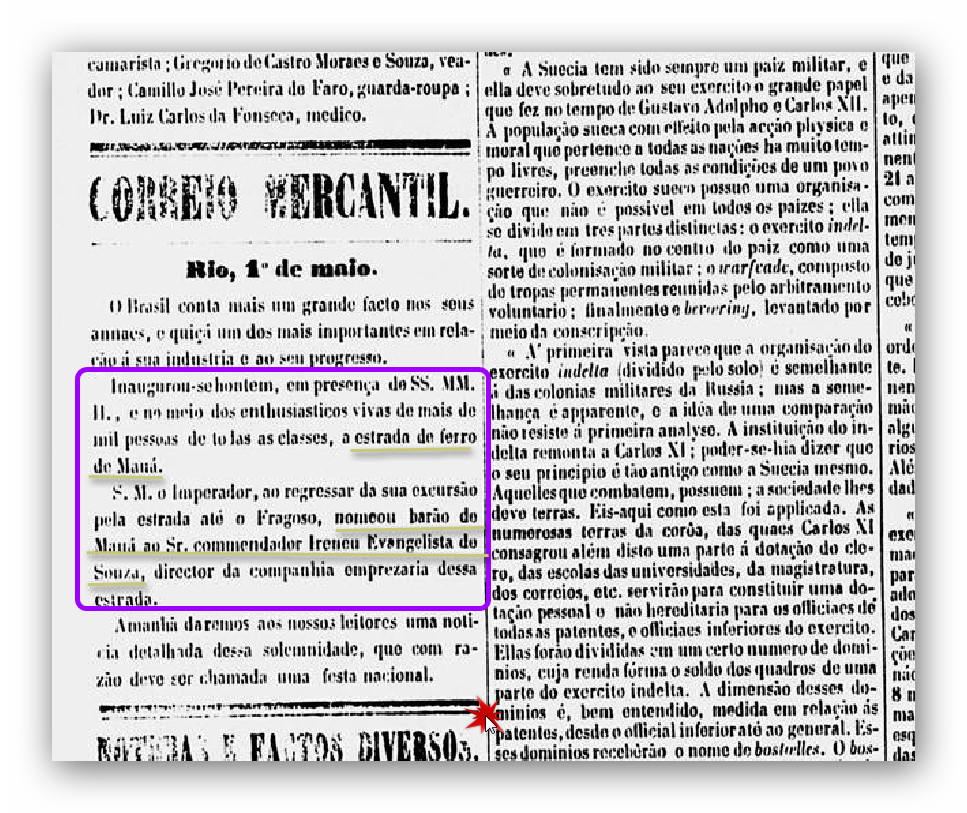
Correio mercantil (Brasil) 1 de mayo de 1854 anuciando que: "en el día de ayer se inauguró el ferrocarril de Maua y que al volver de la excursión su majestad Pedro II nombró Barón de Maua a Ireneo Evangelista de Souza.

Coelho de Meyrelles, como parte y apoderado de esta "Sociedad Rural" de "amigos" de Río de Janeyro había adquirido a José Gregorio Lezama 3 estancias, "laguna de los Padres", "Armonía" y "San Julián de Vivoratá".
 El 13 de agosto de 1856 se firmó la escritura de compra-venta por 30000 onzas de oro, ¡una operación millonaria!. Según lo acordado por un boleto firmado el 9 de agosto, se entregó un tercio del precio al contado en el momento de la firma de la escritura y las 20000 restantes a plazo de 12, 18, 24, 30, 36, 42 y 48 meses cuyos vencimientos se contarían a partir del 9 de agosto, fecha en que se firmó el boleto y se realizó la operación. 
El 8 de noviembre de ese año Lezama les otorga una escritura de "chanselacion" ya que recibió 16000 Oz de oro en letras a cobrar a los plazos fijados. Restarían 4000 de la parte de Meyrelles y Sa Pereyra que quedarían subrogadas a Peralta Ramos en 1860.

La última cuota, es decir la del plazo 48 venció 6 días después de que Guillermo Leslie como apoderado de Maua y Cía. representante del 80 % de la sociedad y Peralta Ramos firmaran la escritura de "subrogacion" por el crédito hipotecario que Meyrelles formó a la "Sociedad Rural" sobre las estancias de Lezama el 15 de octubre de 1857. Esto sucedió el 3 de agosto de 1860 y la operación se formó el 24 de julio, quedando Peralta Ramos como único acreedor del crédito que se cobraría contra las estancias, cuya escritura de compra-venta se firma el 26 de septiembre de 1860 por la cantidad de 28656 Oz y 566390 $ moneda corrientes de los cuales 21500 Oz fueron para Maua y Cía en la siguiente forma 12000 Oz al contado y 9500 a plazos de 3, 6, 9, 12 meses. El resto cubriría las deudas de Meyrelles La "Sociedad Rural" se formó en Brasil con influyentes personajes de la economía brasilera. Entre ellos se destaca Ireneo Evangelista de Souza Barón de Mauá, propietario del "Banco Maua, Mac Gregor y Compañía", presidente del consejo directivo del Banco de Brasil y promovió y cofundó el nuevo "Banco de Brasil" al fusionarse con el "Banco Comercial de Brasil", en 1854 y una larga lista de Industrias que el banquero brasilero, que en 1874 fue nombrado Vizconde, inició, financió, y participó. Comendador de la "Orden Imperial de la Rosa". (Brasil).
 El 30 de abril de 1854 se funda el "Ferrocarril a Petrópolis" (conocido como "a estrada de ferro do Maua" "el ferrocarril de Maua", ya que De Souza invirtió en su construcción siendo el ingeniero que lo proyectó William Bragge) por este logro el Emperador le otorga el título de Barón de Maua ese mismo día. Con la dirección técnica de Bragge funda la Compañía de Iluminación a Gas. Luego se convertiría en vizconde reconocimiento que el monarca portugués otorga a este prominente empresario por la financiación del cable telegráfico que unía Brasil con Portugal. Ireneo Evangelistra de Souza influyó en los acontecimientos de nuestra historia ya que sus negocios involucran a Urquiza, Rosas, Mitre, Sarmiento... en 1857 inaugura una sucursal del Banco Maua y Co. en Rosario y luego en Bs. As. Sus inversiones en Paraguay fueron millonarias, siendo la guerra de la "triple Alianza" su "talón de Aquiles", su imperio económico se debilitaría, pero no sería su fin.
 Los datos que se pueden encontrar en la escritura de venta de las "estancias", en el legajo del escribano público Juan Francisco Castellote de 1856 se puede ver que el "negocio de las estancias de Lezama" se empezó a gestar en mayo de 1856 con una carta dirigida a José Antonio de Figueredo Jr.
 Hasta donde pude saber Figueredo Jr. era miembro en 1852 y 1854 del directorio del Banco de Brasil, directivo del banco Maua-Mac Gregor & Co. y directivo en la "Compañía de Paquetes a Vapor de Brasil",. Siendo además comerciante dedicado la exportación y a la importación. Este responde el 12 de julio y le da el poder de representar a la sociedad. En esta carta Figueredo Jr. le deja en claro la condición de que Meyrelles y su socio Domingo de Sa Pereyra, a quien Figueredo Jr. le llama "mi compadre", tomen sus décimas respectivas, de lo contrario no había negocio. 
Joaquim Pereyra de Faria y José Antonio Fegeiredo Jr. eran miembros del consejo de la "Compañía de Paquetes a Vapor de Brasil" Pereyra de Faria era miembro de 3 órdenes: Caballero de la Orden "de la Rosa" (Brasil); Comendador de la "Orden de Ntro. Señor JesuCristo"(Brasil), Caballero de la "Orden de la Concepción de Villa Viciosa" (Portugal), de nacionalidad portugués. Milton Máximo de Souza miembro del consejo directivo del Banco Maua- Mac Gregor & Co. y del Banco de Brasil y futuro Presidente de esa entidad (1869), comerciante y futuro Barón de Andarhy.  El Barón de Mauá que tomaría el 50% del negocio luego vendería un 10% a Joao Baptista López Gonçalvez esto demuestra el grado de representación de estos hombres que formaron aquella Sociedad Rural. Luego el Barón de Maua le vende el 10 % al comendador Joao Baptista López Gonçalvez, el 26 de noviembre de 1856, miembro de la "Imperial Sociedade Amante de la Instruçao" sociedad benéfica del Brasil de mucho prestigio creada en 1829 y miembro de la "Orden de Ntro. Señor Jesucristo (Portugal) y "de la Rosa" (Brasil).

## Ley del 30 de octubre de 1857
El infrascrito tiene el honor de transcribir a V.E. a los efectos consiguientes, la ley que, con fecha de anoche, han tenido a bien sancionar las cámaras.

"El senado y cámara de representantes del Estado de Buenos Aires, reunidos en asamblea general, han sancionado con valor y fuerza de ley lo siguiente:

«...Art.1º Autorizase al poder ejecutivo a concurrir con las sumas necesarias, hasta la cantidad de dos millones de pesos para la formación de un puerto en la laguna de los Padres (costa al sud del estado) en la forma y modo que resulte conveniente, en cuanto a su practicabilidad y en cuanto lo permitan los recursos ordinarios.

Art.2º comuníquese al poder Ejecutivo.».

Dios guarde a V.E. muchos años.

Los diarios el día siguiente elogian la decisión de las cámaras, aunque les llama la atención ya que el proyecto era más extenso y terminó siendo una "simple" una autorización.

## William Bragge[23]

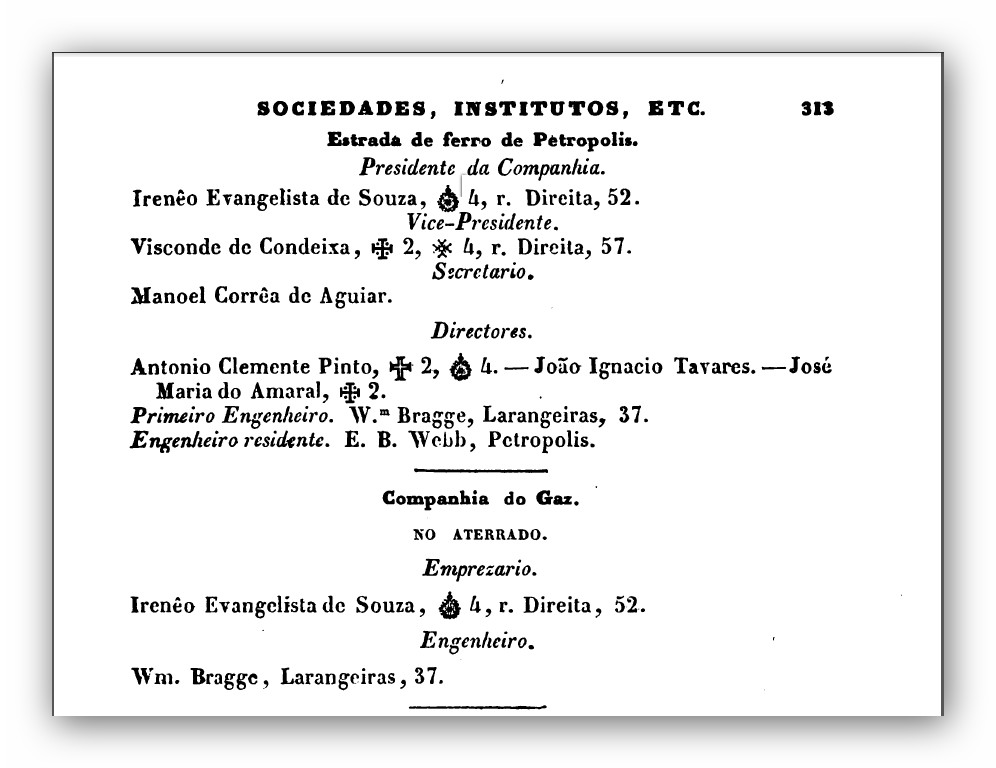
Compañía de Gas y ferrocarril de Petropolis

El informe que acompañaba al proyecto que Meyrelles presentó al gobierno con fecha 17 de septiembre de 1857, se lo encargó al ingeniero inglés William Bragge, que estaba abocado a la terminación de los trabajos del "Ferrocarril al Oeste" (Buenos Aires), que, desde la estación "del Parque" (ubicada donde hoy está el Teatro Colón) hasta Floresta, se planeaba inaugurar en enero de 1857, según lo acordado con el gobierno en el contrato firmado el 17 de abril de 1856. Las obras del "camino de hierro" se habían abandonado desde fines del 55 y el ingeniero francés Pierre Muillard, responsable de la obra tuvo que abandonar el país por razones de salud.

En 1857 terminaban las obras del ferrocarril al oeste inaugurándose el 29 de agosto.

Proyectó las obras de iluminación a gas en Buenos Aires, donde Meyrelles era secretario honorario, el ingeniero inglés trabajó también en la iluminación a gas en Brasil y la construcción del "a Estrada de Ferro do Maua" (El camino de fierro de Maua) inaugurado el 30 de abril de 1854 con la financiación del Barón de Maua. William Brage fue condecorado por el emperador con el título de Caballero de la Orden de la Rosa.

Bragge quien habría viajado a Laguna de los Padres a fines de 1856, calificó la zona de "punta iglesia" y la "bahía" que se forma entre las lomas de S. Cecilia y Stela Maris como idónea para la plantación de un muelle de reparo tal como se había previsto, además de esbozar un proyecto y hacer los planos del puerto, confeccionó los planos del molino y del saladero. Todos los datos se pueden leer en la revista "Comunicaciones" en un artículo escrito por Natalio R. Marengo Palacios.

William o Guillermo Bragge ejecutó otras obras en nuestra ciudad pero esa es otra historia.

## 1856 - El Saladero y puerto
En torno del saladero se formó una pequeña villa con su casa de comercio llamada "La Proveedora", también levantada por "el portugués" (como se lo conocía en los alrededores). La existencia de "La Proveedora" se registra en 1875 en épocas de Peralta Ramos. 

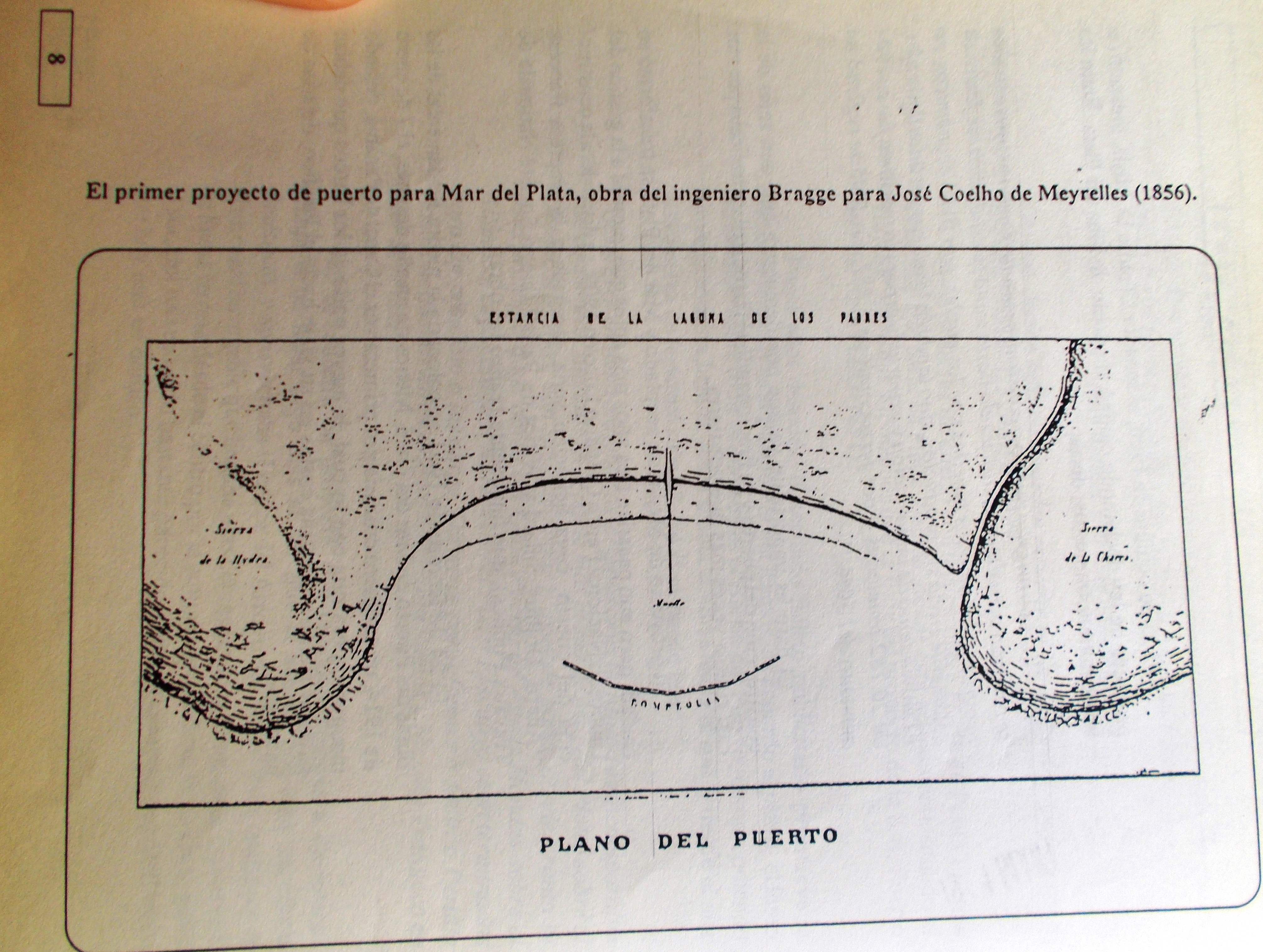
Mar del Plata proyecto de puerto de William Bragge - Revista "Comunicaciones", abril de 1994 - Archivo Histórico Villa Mitre - Artículo escrito por Natalio R Marengo Palacios.

Conocido como el puerto de "Laguna de los Padres", la ubicación y la actividad comercial le dio notoriedad al puerto. La ubicación geográfica fue un punto clave en la discusión tanto en la cámara de senadores como en la de diputados, no fue el puerto en sí, sino su ubicación lo que convenció a las cámaras a decretar la autorización.

El pueblo ya formado, (sin su mensura y traza como lo manda el departamento topográfico) ayudó a la hora de otorgarle a Peralta Ramos la autorización para la formación de un pueblo que lo llamó Mar del Plata en el partido de Balcarce (expartido de Mar Chiquita) en el puerto de Laguna de los Padres el 10 de febrero de 1874. Aunque por constituirse cabeza del partido debería llevar su nombre por eso figura como pueblo de Balcarce

Quedaría a cargo de Peralta Ramos la construcción del antes dicho "muelle de fierro", en 1862 se ordenaría la instalación de un resguardo de aduana para control del tráfico marítimo.

En un artículo de los anales de la sociedad rural de 1867 se hace mención del muelle de fierro. 

Hay constancia de que la capitanía del puerto había detectado "evasiones" de barcos que no al puerto de Buenos Aires a cerrar registro, sino que desde "Laguna de los Padres" o cualquier puerto del interior de Buenos Aires se dirigían a su destino. En una publicación oficial de 1891 se lee:

Sobre salidas de buques sin ser despachados de aduana

El 9 de noviembre de 1858 el Colector General elevo al ministerio de Hacienda el sumario levantado con motivo de haber zarpado del puerto de "Laguna de los Padres" para Inglaterra el bergantin Ingles "Dred" con cargamento de frutos del país sin haber tenido licencia de la colecturia y sin haber vuelto al puerto de Buenos Aires para ser despachado definitivamente... (continúa el artículo)

## 1858/1860 Concurso y Embargo
El 1 de septiembre de 1858 Maua y Cia. inicia una demanda por el incumplimiento del plazo que fijaron de acuerdo a lo firmado en un boleto el 10 de octubre de 1857 según la escritura firmada el 15 de octubre por la cual Meyrelles compra las 8 décimas (80 %) de las acciones de las Estancias de los socios de Brasil por 34328 Oz oro, teniendo así el 90 %. En esta escritura se formaba una hipoteca por las estancias hasta el pago total.

Al año siguiente, el 4 de septiembre de 1858 el apoderado de los socios de Brasil y gerente de Maua y Cia. en Bs. As. Guillermo Leslie intima a a pagar el total dentro de los 3 días a Meyrelles (25888 Oz oro). Encontrándose Meyrelles en la estancia, el 9 de septiembre Maua y Cia. pide su ejecución y embargo aprobado por el Juez de 1.ª instancia en lo civil Carlos Eguía y certificado por el escribano Castellote el 10 se manda notificación al juez de paz de Mar Chiquita Ramón del Nero. En una carta del juez de paz de Mar Chiquita al juez de 1.ª instancia en lo civil el 8 de octubre el trámite de notificación, ejecución y embargo. El 3 de noviembre Meyrelles anuncia su quiebra y entra en concurso de acreedores y el asunto pasa a la sala en lo comercial integrándose este asunto a la masa de acreedores. Desde allí hasta casi 3 años septiembre de 1860 que se autoriza el concordato y puede celebrar la firma de la escritura de compra-venta de las estancias con Patricio Peralta Ramos, previa transferencia de las acciones de Sa Pereyra (1 décima - 10 %) y las subrrogaciones de crédito de sus acreedores Maua por sí y por los socios y Natalio Cernadas.

## El pueblo de Mar del Plata cabecera del partido deGeneral Pueyrredon

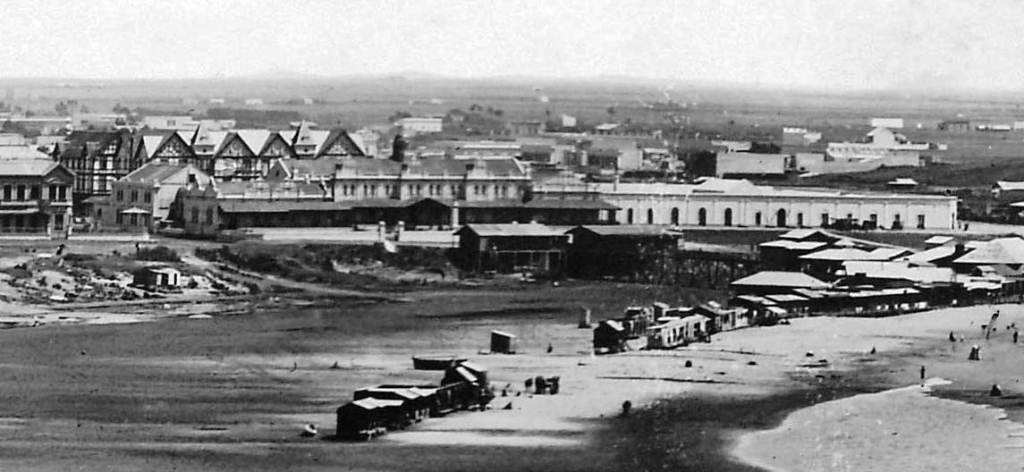
Mar del Plata 1895 se puede ver en centro de la imagen el complejo del Bristol Hotel (1888): Adelante el edificio anexo de los comedores y en el edificio de atrás (calle Corrientes de por medio) los dormitorios en el que fuera el primitivo "Bristol", alineado con el Gran Hotel. Sobre la playa la primitiva Rambla, podría ser la de "Pellegrini". A la derecha del Bristol el Gran Hotel (1881), los separaba la calle San Martín, se alcanza a ver la av. Luro. La calle Rivadavia se ve sobre el lado izquierdo del Bristol. Al fondo se distinguen "la Sierras de lo Padres".

El 10 de octubre de 1879 se aprueba la formación del partido de Gral. Pueyrredon, dividiendo el que ya existía, es decir el de Balcarce.

El arquitecto Osvaldo cova en su libro "Pedro Luro: un pionero de la Pampa" describe como la comisión municipal se iba percatando del cambio que se estaba dando instando al mismo Pedro Luro promotor de esta "modernidad", a "arreglar" las malas condiciones de sus corrales y la "vieja grasería" que afean la ciudad.

La mayor parte de las instalaciones hechas por Meyrelles permanecieron hasta la llegada de Pedro Luro quien, primero arrenda el saladero por contrato firmado el 14 de mayo de 1877 y luego lo compra seis meses después, además compra la mitad del ejido del pueblo según escritura fechada el 21 de junio de 1878.

Gracias a esta "modernidad" hacia 1880 la "antigua grasería" es decir el saladero y la "proveedora" desaparecen para dar lugar a los grandes hoteles como el "Gran hotel" y luego el "Bristol Hotel" el pueblo comienza su giro perfilándose como la Biarritz porteña como la bautizó Pedro Luro.

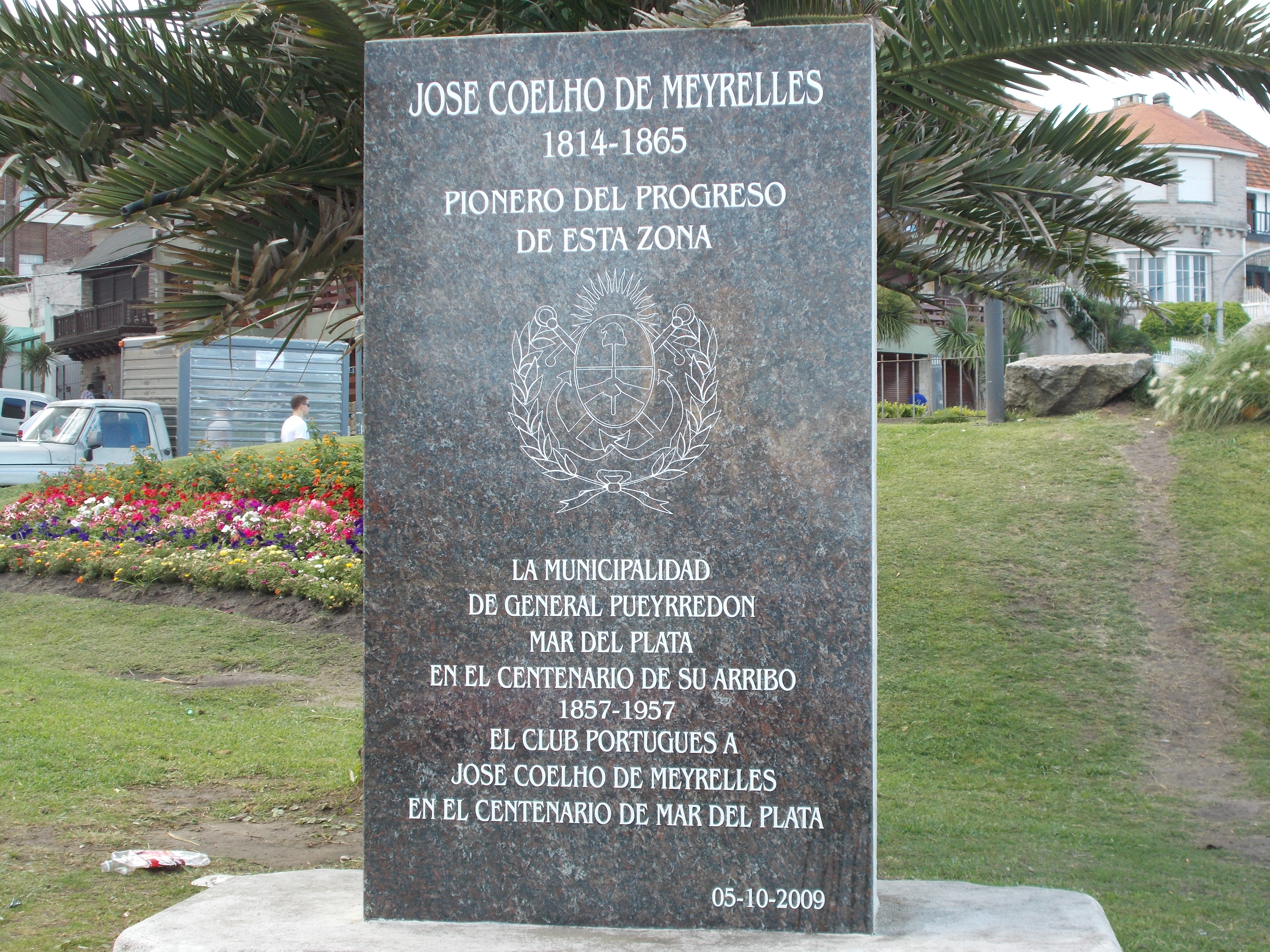
Recordatorio de la municipalidad de Gral. Pueyrredon y el Club Portugués de MdP en el centenario del arribo de Coelho de Meyrelles.

## Fallecimiento
En 1860 vende a Peralta Ramos las estancias. En 1858 se declara en quiebra. Según sus dichos: "su estado económico no era bueno". Atrás quedó el concurso de acreedores y un favorable concordato, el 26 de septiembre de 1860, aparte de la escritura de compra-venta Peralta Ramos firma la escritura de "chancelacion" a Meyrelles.
Inicia una sociedad con dinero de Peralta Ramos avalado por Anacarsis Lanús para trabajar con 3 vapores. Al año siguiente Natalio Cernadas quien le había salido de fiador y endosados giros tenía un crédito hipotecario como garantía que Meyrelles le otorgó y como esto afectaba las estancias, en el marco del concordato le había pedido que firme un documento donde lo desliga del compromiso para poder realizar el concordato con acreedores a cambio de un adelanto de lo adeudado (600 onzas de oro que pago P. Ramos), para luego pagarle el resto, el juicio se extendió por años y no hubo resolución esto afectó más el estado de salud de Meyrelles que había vuelto de la "Laguna de los Padres" con grandes achaques de salud.
 

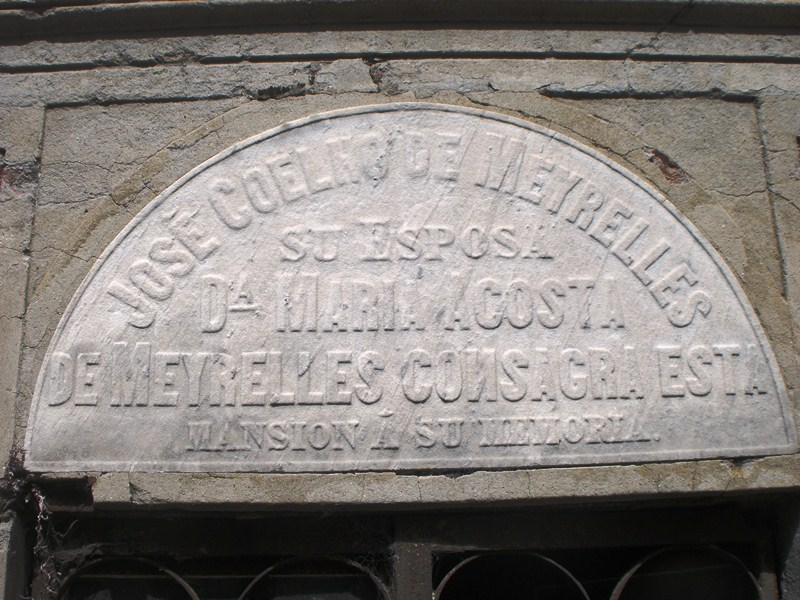
Cementerio de la Recoleta recordatorio colocado en la puerta de la bóveda de la familia Meyrelles.

La partida de defunción de la iglesia de San Nicolás de Bari, libro de defunciones de 1865 folio 139 expedida el día del deceso 18 de mayo lo ubica en la calle del Parque 143, aparentemente propiedad de su futuro consuegro Don Lorenzo Torres.

Sus restos fueron sepultados en la recoleta sección 12 tablón 7 sepulturas 1 y 2.

Dos años después Federico Coelho de Meyrelles contrae matrimonio con Rosalía Torre.

Su esposa María Acosta de Meyrelles le sobrevivió hasta el año 1884.

## Epílogo
Seguramente faltarían datos, Coelho de Meyrelles fue muy activo para su tiempo, hay otras referencia a él en otros libros que no se agregaron. De esas, tal vez la más relevante es su participación en la revolución de 1839 de los libres del sud siendo propietario de uno de los barcos que rescatan en el Tuyu a los revolucionarios para llevarlos a Montevideo, pero no se ha encontrado un documento que literalmente lo involucre.